# هارگارتن-ا-مین
هارگارتن-ا-مین (به فرانسوی: Hargarten-aux-Mines) یک کمون در فرانسه است که در Canton of Bouzonville واقع شده‌است.

## خصوصیات
هارگارتن-ا-مین ۵٫۵۱ کیلومترمربع مساحت و ۱٬۱۲۸ نفر جمعیت دارد و ۲۲۰ متر بالاتر از سطح دریا واقع شده‌است.